# Fremont
Fremont je město ve Spojených státech amerických. Leží na jejich západním pobřeží na břehu Sanfranciského zálivu ve státě Kalifornie. 

## Populace
Město má přes dvě stě tisíc obyvatel. Polovinu obyvatel tvoří Asiaté, zatímco nehispánští běloši jen 26,5 %.

## Osobnosti pocházející z města
- Steven Joseph Lopes[1] (katolický biskup)

## Partnerská města
- Džajpur, Indie
- Fukaja, Japonsko
- Horta, Azory, Portugalsko
- Lipa, Filipíny
- Puerto Peñasco, Mexiko